# Metagonia flavipes
Metagonia flavipes är en spindelart som beskrevs av Schmidt 1971. Metagonia flavipes ingår i släktet Metagonia och familjen dallerspindlar.
Artens utbredningsområde är Ecuador. Inga underarter finns listade i Catalogue of Life.